# 64. BAFTA-gála
A 64. BAFTA-gálát 2011. február 13-án tartotta a Brit film- és televíziós akadémia a Royal Opera Houseban, melynek keretében a 2010. év legjobb filmjeit és alkotóit díjazta.

## Díjazottak és jelöltek
| Legjobb film | Legjobb rendező |
| --- | --- |
| A király beszéde - Fekete hattyú - Eredet - Social Network – A közösségi háló - A félszemű | David Fincher – Social Network – A közösségi háló - Danny Boyle – 127 óra - Darren Aronofsky – Fekete hattyú - Christopher Nolan – Eredet - Tom Hooper – A király beszéde                                                                                                |
| Legjobb férfi főszereplő | Legjobb női főszereplő |
| Colin Firth – A király beszéde - Javier Bardem – Biutiful - Jeff Bridges – A félszemű - Jesse Eisenberg – Social Network – A közösségi háló - James Franco – 127 óra | Natalie Portman – Fekete hattyú - Annette Bening – A gyerekek jól vannak - Julianne Moore – A gyerekek jól vannak - Noomi Rapace – A tetovált lány - Hailee Steinfeld – A félszemű                                                                                       |
| Legjobb férfi mellékszereplő | Legjobb női mellékszereplő |
| Geoffrey Rush – A király beszéde - Christian Bale – A harcos - Andrew Garfield – Social Network – A közösségi háló - Pete Postlethwaite – Tolvajok városa - Mark Ruffalo – A gyerekek jól vannak | Helena Bonham Carter – A király beszéde - Amy Adams – A harcos - Barbara Hershey – Fekete hattyú - Lesley Manville – Még egy év - Miranda Richardson – Harc az egyenjogúságért                                                                                           |
| Legjobb eredeti forgatókönyv | Legjobb adaptált forgatókönyv |
| David Seidler – A király beszéde - Mark Heyman, Andrés Heinz, John McLaughlin – Fekete hattyú - Scott Silver, Paul Tamasy, Eric Johnson – A harcos - Christopher Nolan – Eredet - Lisa Cholodenko, Stuart Blumberg – A gyerekek jól vannak | Aaron Sorkin – Social Network – A közösségi háló - Danny Boyle, Simon Beaufoy – 127 óra - Rasmus Heisterberg, Nikolaj Arcel – A tetovált lány - Michael Arndt – Toy Story 3. - Joel Coen, Ethan Coen – A félszemű                                                        |
| Legjobb operatőr | Legjobb debütálás (brit forgatókönyvíró, filmrendező vagy producer) |
| Roger Deakins – A félszemű - Anthony Dod Mantle, Enrique Chediak – 127 óra - Matthew Libatique – Fekete hattyú - Wally Pfister – Eredet - Danny Cohen – A király beszéde | Chris Morris (rendező/író) – Four Lions - Clio Barnard (rendező), Tracy O’Riordan (producer) – The Arbor - Banksy (rendező), Jaimie D’Cruz (producer) – Kijárat az ajándékbolton át - Gareth Edwards (rendező/író) – Monsters - Nick Whitfield (rendező/író) – Skeletons |
| Kiemelkedő brit film | Legjobb filmzene |
| A király beszéde - 127 óra - Még egy év - Four Lions - Harc az egyenjogúságért | Alexandre Desplat – A király beszéde - A. R. Rahman – 127 óra - Danny Elfman – Alice Csodaországban - John Powell – Így neveld a sárkányodat - Hans Zimmer – Eredet |
| Legjobb hang | Legjobb díszlet |
| - Richard King, Lora Hirschberg, Gary A Rizzo, Ed Novick – Eredet - Glenn Freemantle, Ian Tapp, Richard Pryke, Steven C Laneri, Douglas Cameron – 127 óra - Ken Ishii, Craig Henighan, Dominick Tavella – Fekete hattyú - John Midgley, Lee Walpole, Paul Hamblin – A király beszéde - Skip Lievsay, Craig Berkey, Greg Orloff, Peter Kurland, Douglas Axtell – A félszemű | Guy Hendrix Dyas, Larry Dias, Doug Mowat – Eredet - Robert Stromberg, Karen O’Hara – Alice Csodaországban - Thérèse DePrez, Tora Peterson – Fekete hattyú - Eve Stewart, Judy Farr – A király beszéde - Jess Gonchor, Nancy Haigh – A félszemű                           |
| Legjobb vizuális effektek | Legjobb jelmez |
| Chris Corbould, Paul Franklin, Andrew Lockley, Peter Bebb – Eredet - Ken Ralston, David Schaub, Sean Phillips, Carey Villegas – Alice Csodaországban - Dan Schrecker – Fekete hattyú - Tim Burke, John Richardson, Nicolas Ait'Hadi, Christian Manz – Harry Potter és a Halál ereklyéi - 1. rész - Guido Quaroni, Michael Fong, David Ryu – Toy Story 3.                   | Colleen Atwood – Alice Csodaországban - Amy Westcott – Fekete hattyú - Jenny Beavan – A király beszéde - Louise Stjernsward – Harc az egyenjogúságért - Mary Zophres – A félszemű                                                                                        |
| Legjobb smink | Legjobb vágás |
| Valli O'Reilly, Paul Gooch – Alice Csodaországban - Judy Chin, Geordie Sheffer – Fekete hattyú - Amanda Knight, Lisa Tomblin – Harry Potter és a Halál ereklyéi - 1. rész - Frances Hannon – A király beszéde - Lizzie Yianni Georgiou – Harc az egyenjogúságért | Angus Wall, Kirk Baxter – Social Network – A közösségi háló - Jon Harris – 127 óra - Andrew Weisblum – Fekete hattyú - Lee Smith – Eredet - Tariq Anwar – A király beszéde                                                                                               |
| Legjobb nem angol nyelvű film | Legjobb animációs film |
| A tetovált lány (Män som hatar kvinnor) • Svédország/Dánia - Biutiful • Mexikó - Szerelmes lettem (Io sono l'amore) • Olaszország - Emberek és istenek (Des hommes et des dieux) • Franciaország - Szemekbe zárt titkok (El secreto de sus ojos) • Argentína | Toy Story 3. - Gru - Így neveld a sárkányodat |
| Legjobb animációs rövidfilm | Legjobb rövidfilm |
| Michael Please – The Eagleman Stag - David Prosser – Matter Fisher - Matthias Hoegg – Thursday | Paul Wright, Poss Kondeatis – Until The River Runs Red - Samuel Abrahams, Beau Gordon – Connect - Piers Thompson, Simon Hessel – Lin - Michael Pearce, Ross McKenzie – Rite - Karni Arieli, Saul Freed, Alison Sterling, Kat Armour-Brown – Turning                      |
| Orange Rising Star Award | |
| Tom Hardy - Gemma Arterton - Aaron Taylor-Johnson - Emma Stone - Andrew Garfield | |

### Kiemelkedő brit hozzájárulás a mozifilmekhez
Harry Potter filmsorozat

### Akadémiai tagság
Christopher Lee

## Legtöbb díj és jelölés

### Díj
- 7 díj: A király beszéde
- 3 díj: Eredet, Social Network – A közösségi háló
- 2 díj: Alice Csodaországban

### Jelölés
- 14 jelölés: A király beszéde
- 12 jelölés: Fekete hattyú
- 9 jelölés: Eredet
- 8 jelölés: 127 óra, A félszemű
- 6 jelölés: Social Network – A közösségi háló
- 5 jelölés: Alice Csodaországban
- 4 jelölés: A gyerekek jól vannak, Harc az egyenjogúságért
- 3 jelölés: A harcos, A tetovált lány, Toy Story 3.
- 2 jelölés: Még egy év, Biutiful, Four Lions, Harry Potter és a Halál ereklyéi - 1. rész, Így neveld a sárkányodat